# Burgstall Rengersdorf
Der Burgstall Rengersdorf bezeichnet eine abgegangene mittelalterliche Wasserburg nahe dem Kirchdorf Rengersdorf, heute einem Gemeindeteil des niederbayerischen Marktes Eichendorf im Landkreis Dingolfing-Landau. Er liegt ca. 100 m nordnordwestlich Rengersdorf und wird als Bodendenkmal unter der Aktennummer D-2-7342-0085 im Bayernatlas als „verebneter Burgstall des Mittelalters“ geführt.

## Beschreibung
Diese abgegangene Burganlage ist annähernd quadratisch. Das Burgareal umfasst ca. 70 × 80 m und wird vom Ötzgraben, einem linken Zufluss der Vilskanals, diagonal durchflossen. Heute ist die ehemalige Wasserburg verebnet.